# Węglan miedzi(II)
Węglan miedzi(II), CuCO
3 – nieorganiczny związek chemiczny, sól miedzi na II stopniu utlenienia i kwasu węglowego.
W reakcjach związków miedzi(II) z dwutlenkiem węgla lub węglanami powstaje hydroksowęglan miedzi(II) (tj. zasadowy węglan miedzi(II), CuCO
3·Cu(OH)
2), a nie CuCO
3, np.:
2Cu2+
 + CO
2 + 3H
2O  →  CuCO
3·Cu(OH)
2↓ + 4H+

W efekcie czysty CuCO
3 nie został dotąd otrzymany (stan na rok 2005).